# Leonard Dillon
Pour les articles homonymes, voir Dillon.
Leonard Dillon (né le 9 décembre 1942 dans la Paroisse de Portland, Jamaïque - mort à Kingston, le 28 septembre 2011) est un chanteur jamaïcain. Il est le leader du groupe de reggae et de  ska jamaïcain The Ethiopians. 

## Biographie
Au début des années 1960, il part travailler en Floride afin de financer sa carrière musicale, une fois de retour en Jamaïque. Mais c'est grâce à sa rencontre avec Peter Tosh, en 1964, que sa carrière parvient à décoller.
Ses premières chansons, enregistrées pour le producteur Clement "Coxsone" Dodd à Studio One, sont Woman Wine And Money, Ice Water, What You Get You Must Take et Bull Whip.
Dans les années 1960, il a aussi enregistré sous le pseudonyme de Jack Sparrow quelques mento/calypso pour Coxsone Dodd, notamment le titre Ice Water avec les Wailers aux chœurs. Après la mort de son complice Stephen Taylor en 1975, il enregistre encore quelques disques sous le nom d'Ethiopian.

## Discographie
- 1979 - Everything Crash
- 1991 - On the road again
- 2012 - The Ethiopian (avec The Silvertones) (Young Cub Records)